# Bundesrecht bricht Landesrecht
Bundesrecht bricht Landesrecht (früher Reichsrecht bricht Landesrecht) ist eine Kollisionsregel gemäß dem Grundsatz lex superior derogat legem inferiorem („das höherrangige Gesetz verdrängt das niederrangige“) im deutschen und schweizerischen Recht. Sie besagt, dass das Recht des Bundesstaates (der Bundesebene) Geltungsvorrang gegenüber dem Recht eines Gliedstaates hat. Widerspricht das Recht eines Gliedstaats (zum Beispiel ein Landesgesetz) dem Bundesrecht, dann ist es nichtig. Besteht der Gliedstaat auf der Anwendung seines Landesrechts, kann die Bundesebene notfalls mit Gewalt ihr eigenes Recht durchsetzen. In der Schweiz wird diese Kollisionsregel als Vorrang des Bundesrechts (Art. 49 BV) bezeichnet; Lehre und Praxis sprechen zumeist von der derogatorischen Kraft des Bundesrechts.
Im Heiligen Römischen Reich war dieser Rechtsgrundsatz noch nicht allgemein anerkannt; viel mehr stand das Reichsrecht vielen anderen Normenebenen gegenüber, wie dem Recht von Reichsständen oder dem kirchlichen Recht. Der Grundsatz galt aber im Deutschen Bund von 1815 und später auch laut den Verfassungen des deutschen Bundesstaates ab 1867. In anderen Staaten der Welt, auch in föderal organisierten, ist der Grundsatz jedoch nicht unbedingt verbreitet.

## Altes Reich
Das Heilige Römische Reich im Mittelalter und der Frühen Neuzeit entwickelte sich zu einem staatsrechtlichen Monstrum, wie Samuel Pufendorf es genannt hat. Pufendorf hat in seinem Essay über die deutsche Verfassung von 1667 auf die Freiheitsliebe schon unter den alten germanischen Stämmen hingewiesen. Das Reich als Lehensverband sei dadurch entstanden, dass die deutschen Könige Besitz unter ihren Günstlingen weggegeben haben. Danach war es den Königen nicht mehr möglich, auf eine Weise Recht zu sprechen, dass die Machtgrundlage der Fürsten gefährdet worden wäre. Gegen solche Versuche haben die Fürsten scharfen Widerstand geleistet.
Der Immerwährende Reichstag sah sich dadurch begrenzt, dass seine Gesetze materiell stets an die Beachtung bestehender Rechte gebunden waren, so Michael Kotulla. In den einzelnen Territorien gab es vielfältiges Gewohnheits- und Vereinbarungsrecht, das grundsätzlichen Vorrang hatte. Dabei ging es nicht nur um Landesrecht, sondern auch um das Recht von Provinzen und Landschaften sowie Städten. Hinzu kam das römische und das kanonische (kirchliche) Recht. Man könne sich dieses „Partikularrecht gar nicht komplex genug vorstellen“. Entsprechend war die Gesetzgebungstätigkeit des Reiches „äußerst bescheiden“.

## Deutscher Bund ab 1815
Eine Änderung brachte der Deutsche Bund von 1815 mit sich. Zwar war in den Bundesgrundgesetzen (wie der Bundesakte) der Grundsatz „Bundesrecht bricht Landesrecht“ nicht ausdrücklich festgeschrieben. Er bestand aber der Sache nach. Der Bund ging über einen reinen Staatenbund insofern hinaus, als er durchaus bundesstaatliche Elemente besaß. Dazu gehörten Vorschriften der Bundesgrundgesetze zur Landesverfassung: Vor allem wurde den Gliedstaaten vorgegeben, dass sie eine landständische Verfassung einführen und das monarchische Prinzip aufrechterhalten müssen, wo es besteht.
Widersprach ein Landesgesetz dem Recht des Deutschen Bundes, so war es automatisch ungültig bzw. unwirksam. Der Bundestag sah sich im Recht, das Urteil über einen solchen Gegensatz festzustellen. Zum Beispiel verkündete im Jahr 1831 das Großherzogtum Baden ein neues Pressegesetz, das die Zensur abschaffte. Der Bundestag wies Baden darauf hin, dass das Gesetz in Teilen gegen Bundesrecht verstoße. Baden erkannte an, dass diese Teile unwirksam seien. Das Gesetz selbst brauchte nicht formell aufgehoben zu werden, die bundeswidrigen Teile waren von Anfang an ohne rechtliche Wirksamkeit. Ein Unterschied zu späteren deutschen Verfassungen bestand nur darin, dass der Bund kein eigenes Publikationsorgan hatte. Ein Bundesgesetz musste also erst in einem Landesgesetzblatt verkündet worden sein.

Im entstehenden Deutschen Reich von 1848/49 sollte der Grundsatz ebenfalls gelten, wenngleich die Provisorische Zentralgewalt Schwierigkeiten hatte, dass ihre Anordnungen von den größeren Staaten anerkannt wurden. In der Reichsverfassung vom 28. März 1849 wurde der Grundsatz so formuliert (beibehalten in der Erfurter Unionsverfassung, dort §§ 63 und 192):
§ 66. Reichsgesetze gehen den Gesetzen der Einzelstaaten vor, insofern ihnen nicht ausdrücklich eine nur subsidiäre Geltung beigelegt ist.
§ 194. Keine Bestimmung in der Verfassung oder in den Gesetzen eines Einzelstaates darf mit der Reichsverfassung in Widerspruch stehen.
Trotz dieser und anderer Versuche, den Deutschen Bund auszubauen, kam es in den 51 Jahren seiner Existenz zu keiner wesentlichen Bundesreform. Das Problem war weniger die Kompetenz des Bundes, Recht zu setzen. Vielmehr hatte der Bund nur einen eingeschränkten Bundeszweck: Der Bund war nur für die innere und äußere Sicherheit ins Leben gerufen geworden. Eine Weiterentwicklung hin zum Bundesstaat wurde von den meisten der größeren Staaten nicht gewünscht.

## Monarchischer Bundesstaat seit 1867
In der Verfassung des Norddeutschen Bundes von 1867 heißt es:
Art. 2. Innerhalb dieses Bundesgebietes übt der Bund das Recht der Gesetzgebung nach Maaßgabe des Inhalts dieser Verfassung und mit der Wirkung aus, daß die Bundesgesetze den Landesgesetzen vorgehen. Die Bundesgesetze erhalten ihre verbindliche Kraft durch ihre Verkündigung von Bundes wegen, welche vermittelst eines Bundesgesetzblattes geschieht.
In den Verfassungen vom 1. Januar 1871 und vom 16. April 1871 steht dasselbe, wobei die Bezeichnung „Bund“ fast überall durch „Reich“ ersetzt wurde. Nur das „Bundesgebiet“ behielt den alten Ausdruck.
Ernst Rudolf Huber zufolge waren zwar die Staatsaufgaben zwischen Bund und Gliedstaaten aufgeteilt, nicht aber die Souveränität. Diese lag eindeutig auf der Bundesebene. Der Bund war den Gliedstaaten übergeordnet. Daraus folgte die Kompetenz-Kompetenz, die Entscheidungsgewalt darüber, welche Aufgaben und Befugnisse der Bund an sich zog. Das galt selbst dann, wenn der Bund den Gliedstaaten die Ausführung von Bundesgesetzen zustand. So war zwar ein Norddeutscher bzw. Deutscher ein Angehöriger eines Gliedstaates. Doch der Bund bestimmte (laut Art. 3 der Verfassung) ein gemeinsames Indigenat, also dass Staatsangehörige eines anderen Gliedstaates als Inländer behandelt werden mussten. Außerdem war das Staatsangehörigkeitsrecht (des Bundes sowie der Gliedstaaten) bundesrechtlich geregelt.
Zwischen Bund und Gliedstaaten bestand die gegenseitige Pflicht zur Bundestreue. Naturgemäß ging es vor allem um die Treupflicht der Gliedstaaten. Dementsprechend hatte der Bund ein wichtiges Machtinstrument in der Hand, die Bundesexekution (Reichsexekution) nach Artikel 19 der Verfassung. Kam ein Gliedstaat seinen verfassungsmäßigen Bundespflichten nicht nach, so entschied der Bundesrat über die Bundesexekution. Der Bundesrat bestand zwar aus Vertretern der Gliedstaaten, war aber selbst ein Bundesorgan, kein Landesorgan oder Organ der Ländergewalt.

## Weimarer Republik
Die Länder waren an der Entscheidung über die Weimarer Verfassung nicht unmittelbar beteiligt, was am stärker unitarischen Charakter der Weimarer Republik erkennbar ist. Überhaupt war eine alte „bündische Grundlage“ weggefallen, denn ohne Fürsten war der Föderalismus nur noch eine Frage der politischen Zweckmäßigkeit. Doch obwohl das Reich seit 1919 mehr Kompetenzen als zuvor hatte, waren die Länder in ihrem Besitzstand stärker gesichert: Für eine Änderung der Reichsverfassung brauchte man im Reichsrat, dem Vertretungsorgan der Länder, nun statt einer einfachen Mehrheit eine Zwei-Drittel-Mehrheit. Außerdem gab es für Streitigkeiten zwischen Reich und Ländern nun einen Reichsstaatsgerichtshof. Es war kaum denkbar, das Reich auf legalem Weg unitarischer zu machen.
In der Reichsverfassung werden die Aufgabengebiete des Reiches und der Länder definiert, worauf die bündige Feststellung folgt:
Art. 13. Reichsrecht bricht Landesrecht.
Anders als der Norddeutsche Bund und das Kaiserreich griff die neue Reichsverfassung ausdrücklich in das Verfassungsrecht der Länder ein. In Artikel 17 schreibt sie den Ländern unter anderem die republikanische Staatsform, freie Wahlen und das parlamentarische Regierungssystem vor. Bei allen Handlungen mussten die Länder das Reichsinteresse berücksichtigen: in der Landesverwaltung, bei der Landesgesetzgebung, beim Verfassungsschutz gegen reichsfeindliche Bestrebungen, bei der Ausübung der eigenen Außenpolitik und Ausnahmegewalt.

## Bundesrepublik Deutschland
Das Grundgesetz von 1949 hat die Formulierung des Art. 13 WRV übernommen in seinen eigenen Art. 31 und dabei das Wort „Reichsrecht“ durch „Bundesrecht“ ersetzt. Im Sinne der Normenhierarchie stellt der Artikel 31 damit das Bundesrecht über das Landesrecht. Gemeint ist das gesamte Bundesrecht, sodass zum Beispiel ein Bundesgesetz über einer Landesverfassung steht.
Das Mittel, um Bundesrecht durchzusetzen, wäre im Extremfall der Bundeszwang.

## Internationaler Vergleich
Der konservative, separatistische Jurist Matthias Storme aus Flandern argumentiert dafür, dass der Grundsatz „Bundesrecht bricht Landesrecht“ nicht in Belgien gilt. Dieser Grundsatz sei zuerst 1787 in den Vereinigten Staaten von Amerika entstanden und daher relativ neu. Zuvor sei das Gegenteil der Fall gewesen. In einigen Staaten wie den USA, Deutschland und der Schweiz sei der Bundesstaat durch eine Zentralisierung bereits bestehender Einzelstaaten zustande gekommen. Es gab konkurrierende Befugnisse, und darum sei eine Regelung nötig gewesen.
Andere Länder hingegen wie Belgien und Italien seien durch Dezentralisierung zustande gekommen. Der Föderalismus dort sei nicht „zentripetal“, sondern „zentrifugal“ (aus der Mitte strebend). Dabei erhalten die Gliedstaaten Befugnisse, die nicht in Konkurrenz zur Bundesebene stehen. Bei einer konkurrierenden Gesetzgebung müsse man sonst Vertretungen der Gliedstaaten errichten, die wie in Deutschland über die Bundesgesetze mitentscheiden. Das sei in Belgien aber bislang nicht der Fall, denn die Bundesebene könne mit Zwei-Drittel-Mehrheit den Gliedstaaten wieder Befugnisse wegnehmen, ohne Einspruchsmöglichkeit der Gliedstaaten.
In Österreich gilt es zwischen der verfassungsgesetzlichen Ebene und der einfachgesetzlichen Ebene zu unterscheiden. Das Landesverfassungsrecht darf gemäß Art. 99 Abs 1 Bundes-Verfassungsgesetz (B-VG) dem Bundesverfassungsrecht nicht widersprechen, einfache Landes- und Bundesgesetze sind dagegen gleichrangig. Widerspricht ein Landesverfassungsgesetz dem Bundesverfassungsrecht, so kann es vor dem Verfassungsgerichtshof (VfGH) bekämpft werden.

## Schweiz
1 Bundesrecht geht entgegenstehendem kantonalem Recht vor.
Der Grundsatz, dass das Bundesrecht dem Recht der Gliedstaaten vorgeht, gilt ebenso in der Schweiz (Art. 49 BV). In der Verfassung der Schweiz wird vom Vorrang, in Praxis und Lehre zumeist von der derogatorischen Kraft des Bundesrechts gesprochen. Das Bundesgericht umschreibt den Vorrang des Bundesrechts mit folgender Grundformel:

„Der Grundsatz des Vorrangs von Bundesrecht nach Art. 49 Abs. 1 BV schliesst in Sachgebieten, welche die Bundesgesetzgebung abschliessend regelt, eine Rechtssetzung durch die Kantone aus. In Sachgebieten, die das Bundesrecht nicht abschliessend ordnet, dürfen die Kantone nur Vorschriften erlassen, die nicht gegen Sinn und Geist des Bundesrechts verstossen und dessen Zweck nicht beeinträchtigen oder vereiteln. Der Grundsatz der derogatorischen Kraft des Bundesrechts kann als verfassungsmässiges Individualrecht angerufen werden. Das Bundesgericht prüft mit freier Kognition, ob die kantonale Norm mit dem Bundesrecht im Einklang steht.“

Die subsidiäre Generalkompetenz der Kantone hat zur Folge, dass das System der Kompetenzaufteilung lückenlos ist. Alle Aufgaben, die nicht dem Bund zustehen, werden von Kantonen erfüllt – das ist jedoch nur theoretisch der Fall. In der Praxis sind die Aufgaben der drei Staatsebenen eng miteinander verflochten, wobei die genaue Tragweite der eidgenössischen oder kantonalen Kompetenz nicht immer ersichtlich ist. Dazu kommt noch, dass Bund und Kantone zum Teil entgegengesetzte Ziele verfolgen. Daher lassen sich Konflikte nicht vermeiden.
Bei Konflikten zwischen Bundesrecht und kantonalem Recht muss zwischen Norm- und Kompetenzkonflikten unterschieden werden. Von einem Normkonflikt ist dann die Rede, wenn sowohl der Bund als auch die Kantone Rechtsnormen erlassen haben, deren Anwendung zu widersprüchlichen Ergebnissen führt. Die Folge ist, dass die beschlossenen Inhalte nicht miteinander vereinbar sind. Einem Normkonflikt liegt zumeist ein Kompetenzkonflikt zugrunde. Dieser kann eintreten, wenn der Bund Zuständigkeiten beansprucht, die den Kantonen zustehen. Genauso kann es auch umgekehrt sein, dass die Kantone eine Aufgabe übernehmen, die ihnen nicht zusteht. Es existieren zudem Konflikte, bei denen sich weder Bund noch Kanton als zuständig erachten. Zu solchen Fällen äußert sich die Verfassung nicht; sie werden von Einzelfall zu Einzelfall entschieden. Kompetenzkonflikte werden vor dem Bundesgericht mit einer Klage ausgetragen.
Vom Vorrang des Bundesrechts profitieren sämtliche Erlasse des Bundes. Somit gehen die Bundesverfassung, Bundesgesetze und Bundesverordnungen kantonalem Recht jeglicher Stufe (siehe Normenhierarchie) vor. Im Extremfall müsste also eine kantonale Verfassungsbestimmung einer Bundesratsverordnung weichen. Zum Bundesrecht gehört wegen des monistischen Systems, zu dem sich die Schweiz bekennt, auch das Völkerrecht. Weil die Schweiz keine umfassende Verfassungsgerichtsbarkeit kennt, genießen ebenfalls kompetenzwidrige Bundesgesetze den Vorrang, da das Bundesgericht an sie gebunden ist (Art. 190 BV). Dasselbe gilt für Bundesverordnungen, sofern sie sich auf ein Bundesgesetz stützen. Allerdings ist unklar und umstritten, ob auf Art. 184 Abs. 3 oder Art. 185 Abs. 3 BV gestützte Verordnungen und Verfügungen des Bundesrates im Lichte von Art. 189 Abs. 4 BV (keine Anfechtbarkeit von Akten des Bundesrates vor dem Bundesgericht) im Anwendungsfall angefochten werden können. Kompetenzwidriges Völkerrecht ist kaum denkbar, weil der Bund über umfassende Staatsvertragsbefugnisse verfügt (Art. 54).
Die Begrifflichkeit «entgegenstehendes kantonales Recht» wurde mit Bedacht gewählt. Wenn sowohl ein Kanton als auch der Bund zu einem Sachverhalt Normen erlassen haben, die sich aber nicht widersprechen, greift Art. 49 Abs. 1 nicht. Daraus folgt, dass die Kantone parallele Regelungen erlassen dürfen, obschon sie dafür nicht zuständig sind. Derartigen Vorschriften der Kantone kommt jedoch grundsätzlich keine Bedeutung zu, da sich etwaige Erlasse auf die Bundesnorm stützen würden. Einzig die kantonalen Grundrechte sind hier manchmal von Bedeutung, denn es kommt vor, dass ein kantonales Grundrecht inhaltlich parallel zu demjenigen der Bundesverfassung ist. Und wenngleich sie denselben Wortlaut hat, können die kantonalen Gerichte aus der Kantonsverfassung Ansprüche ableiten, die vom Bundesgericht für die Bundesverfassung nicht anerkannt werden.
Wenn es zu einer Kollision von Bundesrecht und kantonalem Recht kommt, ist Letzteres nicht anwendbar – auch dann, wenn der Erlass nicht vor Gericht angefochten wurde. Die kantonale Justiz muss im Zweifel die Übereinstimmung mit dem Bundesrecht von Amtes wegen klären. Auch Private können eine Beschwerde gegen bundesrechtswidriges kantonales Recht einreichen. Ein kantonaler Erlass kann einerseits direkt, losgelöst von einem Einzelfall angefochten werden (abstrakte Normenkontrolle). Das geschieht im Rahmen der Beschwerde in öffentlich-rechtlichen Angelegenheiten (Art. 82 Bundesgerichtsgesetz). Neben der abstrakten ist auch die konkrete Normenkontrolle zulässig, wobei auch hier die öffentlich-rechtliche Beschwerde das erste Mittel ist. Erweist sich diese als ungültig, kann unter Umständen auf die Verfassungsbeschwerde zurückgegriffen werden (Art. 113, Art. 116 BGG).

## Belege
1. ↑  Samuel Pufendorf: Die Verfassung des deutschen Reiches, Reclam, Stuttgart 1976 (1667), S. 11, 46–48.
2. ↑  Michael Kotulla: Deutsche Verfassungsgeschichte. Vom Alten Reich bis Weimar (1495–1934). Springer, Berlin 2008, S. 117.
3. ↑  Ernst Rudolf Huber: Deutsche Verfassungsgeschichte seit 1789. Band I: Reform und Restauration 1789 bis 1830. 2. Auflage, Verlag W. Kohlhammer, Stuttgart [u. a.] 1967, S. 601/602.
4. ↑  Ernst Rudolf Huber: Deutsche Verfassungsgeschichte seit 1789. Band III: Bismarck und das Reich. 3. Auflage, W. Kohlhammer, Stuttgart [u. a.] 1988, S. 796–798.
5. ↑  Ernst Rudolf Huber: Deutsche Verfassungsgeschichte seit 1789. Band III: Bismarck und das Reich. 3. Auflage, W. Kohlhammer, Stuttgart [u. a.] 1988, S. 796/797.
6. ↑  Ernst Rudolf Huber: Deutsche Verfassungsgeschichte seit 1789. Band VI: Die Weimarer Reichsverfassung. W. Kohlhammer, Stuttgart [u. a.] 1981, S. 60–62.
7. ↑  Ernst Rudolf Huber: Deutsche Verfassungsgeschichte seit 1789. Band VI: Die Weimarer Reichsverfassung. W. Kohlhammer, Stuttgart [u. a.] 1981, S. 71/72, 80/81.
8. ↑  Waarom Bundesrecht bricht Landesrecht het monster van Loch Ness is van het belgische staatsrecht, ursprünglich erschienen in TIJD, 15. Oktober 2004.
9. ↑  Waarom Bundesrecht bricht Landesrecht het monster van Loch Ness is van het belgische staatsrecht, ursprünglich erschienen in TIJD, 15. Oktober 2004.
10. ↑  Theo Öhlinger, Harald Eberhard: Verfassungsrecht. 10., überarbeitete Auflage. facultas.wuv, Wien 2014, ISBN 978-3-7089-1111-3, S. 28.
11. ↑  Theo Öhlinger, Harald Eberhard: Verfassungsrecht. 10., überarbeitete Auflage. facultas.wuv, Wien 2014, ISBN 978-3-7089-1111-3, S. 473.
12. ↑  Robert Baumann: Bricht Bundesrecht kantonales Recht? In: Schweizerisches Zentralblatt für Staats- und Verwaltungsrecht. Nr. 12, 2016, S. 643–658.
13. ↑  Urteilskopf 144 I 113. Bundesgericht, S. 123, abgerufen am 4. Januar 2023.
14. ↑  Pierre Tschannen: Staatsrecht der Schweizerischen Eidgenossenschaft (= Stämpflis juristische Lehrbücher). 5.  Auflage. Stämpfli Verlag, Bern 2021, ISBN 978-3-7272-8928-6, S. 319.
15. ↑  Pierre Tschannen: Staatsrecht der Schweizerischen Eidgenossenschaft (= Stämpflis juristische Lehrbücher). 5.  Auflage. Stämpfli Verlag, Bern 2021, ISBN 978-3-7272-8928-6, S. 320 f.
16. 1 2  Pierre Tschannen: Staatsrecht der Schweizerischen Eidgenossenschaft (= Stämpflis juristische Lehrbücher). 5.  Auflage. Stämpfli Verlag, Bern 2021, ISBN 978-3-7272-8928-6, S. 323.
17. ↑  11.3006 Rechtsschutz in ausserordentlichen Lagen. In: Curia Vista. Parlamentsdienste, abgerufen am 15. Juli 2023.
18. ↑  Pierre Tschannen: Staatsrecht der Schweizerischen Eidgenossenschaft (= Stämpflis juristische Lehrbücher). 5.  Auflage. Stämpfli Verlag, Bern 2021, ISBN 978-3-7272-8928-6, S. 324–326.
19. ↑  Pierre Tschannen: Staatsrecht der Schweizerischen Eidgenossenschaft (= Stämpflis juristische Lehrbücher). 5.  Auflage. Stämpfli Verlag, Bern 2021, ISBN 978-3-7272-8928-6, S. 337 f.